# Santuario de Nuestra Señora de los Milagros (Santa Fe)
El Santuario de Nuestra Señora de los Milagros es un templo católico de la arquidiócesis de Santa Fe de la Vera Cruz construido por la Compañía de Jesús durante el siglo XVII. Se encuentra ubicado en la calle San Martín al 1588, en la ciudad de Santa Fe, provincia de Santa Fe, Argentina.

## Historia
Muchos habitantes de la recién fundada Santa Fe, en 1573, a orillas del río Quiloazas, querían contar con la presencia de los religiosos de la Compañía de Jesús, tanto que en 1595 los cabildantes le escriben al Padre Provincial Juan Romero, SJ residente en Asunción, por el pedido del envío de religiosos jesuitas, los cuales llegarían en 1609. Estos primeros religiosos fueron el sacerdote Francisco del Valle, SJ y el hermano Juan de Sigordia, SJ y en 1610 se comenzaría la construcción de la iglesia y la escuela que éstos, junto a otros jesuitas que llegaban, manejaron hasta el traslado de la ciudad en el que actualmente está instalada, entre 1651 y 1660. El templo actual se terminó de construir en 1670, ocupando el mismo lugar que tenía en Santa Fe La Vieja.
Fue erigido como Santuario el mismo día que se realizó la Coronación Pontificia del Cuadro "de la Pura y Limpia Concepción", el 9 de mayo de 1936 por el papa Pío XI. Presidió la ceremonia el Cardenal Santiago Copello y asistieron fieles y jesuitas de todo el país. Fue declarado Monumento Histórico Nacional en 1942 por decreto n.º 112.765.

### Nuestra Señora de los Milagros
El religioso y artista Luis Berger, SJ de paso hacia la reducción de San Ignacio Miní por 1634, representó en un cuadro a la Mujer del capítulo 12 del Apocalipsis, a pedido de la Congregación Mariana, ya establecida en la ciudad. Este lienzo de 1,33 por 0,96 m fue llamado “de la Pura y Limpia Concepción”.
Al amanecer del 9 de mayo de 1636, el Padre Rector del Colegio y de la Iglesia, Pedro de Helgueta, SJ oraba arrodillado frente al cuadro, como todas las mañanas, en el templo. Al finalizar la misa a las ocho horas, descubrió que la imagen estaba húmeda, pero pronto comprendió que de la mitad para arriba la pintura estaba totalmente seca, mientras que hacia abajo corría mucha agua como resultado de innumerables gotas emanadas en forma de sudor, tanto que ya estaba mojando los manteles del altar y el piso. Junto al sacerdote varias personas se acercaron y comprobaron los hechos, que duraron aproximadamente una hora. Comenzaron a absorber el agua en algodones y lienzos, y la cantidad de personas frente al suceso fue aumentando. En poco tiempo, entre otros habitantes de la aún pequeña ciudad, llegaron el sacerdote Hernando Arias de Mansilla, vicario y juez eclesiástico; Don Alonso Fernández Montiel, teniente de gobernador y justicia mayor; el general Don Juan de Garay, hijo del fundador; y Don Juan López de Mendoza, el escribano del rey. Todo esto duró aproximadamente una hora, como dicta el acta labrada por el escribano.
En los días y años siguientes al hecho, se sucedieron varias curaciones milagrosas atribuidas al primero, recopiladas por el escribano, con lo cual los santafesinos empezaron a invocar a la Virgen con el título de “Nuestra Señora de los Milagros”. Monseñor Cristóbal de Aresti, Obispo de la Diócesis de Asunción del Paraguay, de la que dependía entonces Santa Fe, reconoció al sudor como auténtico milagro, al contar con suficientes testigos, y el 22 de diciembre el propio obispo, de paso hacia Buenos Aires, paró en Santa Fe a reconocer los hechos.
Debido a la expulsión de los jesuitas del Imperio español, y con las severas restricciones de mantener cerrados el Colegio y la Iglesia, desde 1767 hasta 1862 se suspendió el culto a Nuestra Señora de los Milagros. Entonces, ante la presión pública, el Cabildo permitió retirar el cuadro de la iglesia y trasladarlo a la iglesia matriz (Catedral metropolitana Todos los Santos). Con la llegada de los sacerdotes mercedarios, quienes se hicieron cargo tanto del colegio como de la iglesia, el cuadro volvió a su lugar.
El 9 de mayo de 1936 el Papa Pío XI otorgó la Coronación Pontificia al cuadro de Nuestra Señora, cambiándolo al centro del altar mayor. La Santísima Virgen María, en su advocación de Nuestra Señora de los Milagros, fue declarada Patrona de la Provincia Argentino-Uruguaya de la Compañía de Jesús.

## Exterior
Una placa en la fachada exterior, arriba de la puerta principal, indica el año de su origen, 1660. La primera construcción, terminada en 1700, contaba con una torre en su lado norte, que se derrumbó en 1714, ocupando su lugar un techo de chapas sobre tirantería de madera a nivel superior de su frente del mismo lado. En el eje de la nave central, una puerta con arco de medio punto, enmarcada por pilastras y un dintel recto, sirve de acceso principal y único desde la calle. Al nivel del coro interior, se encuentran tres ventanas, rematadas con frontis de molduras curvas que sirve de cierre superior, la central y mayor, cegada interiormente con pared. 
La torre actual fue terminada en 1755, respondiendo a un planteo arquitectónico provisto de ornatos, pilastras, cornisas y vanos que rematan en un campanario coronado por una espadaña cuadrangular con pilares en las esquinas. Cuenta con tres niveles. El primero sirve de acceso al coro, el segundo al campanario, que cuenta con tres campanas suspendidas de vigas de madera dura, y por último el que accede a la espadaña. Todos ellos con estructura de vigas y alfajías de madera que sostienen ladrillos de plano como soporte del contrapiso y piso de cemento. Por dentro son visibles los dinteles, refuerzos horizontales y verticales insertos en la mampostería primitiva de gran espesor y rusticidad desprovista de revestimientos o revoques.

## Interior
Contaba con una nave de planta rectangular y cruz latina, contando con los primitivos muros de tapia, piedra del río Paraná y ladrillos de adobe, con espesores de más de 2 m en algunos casos, techado a dos aguas con cubierta de tejas, actualmente de chapas galvanizadas sobre cielorraso de yeso, como cañón corrido. A principios del siglo pasado se le agregaron dos naves laterales, al norte ocupando el antiguo cementerio y al sur parte del Patio de los Naranjos, unidas espacialmente con la nave central por tres arcos de medio punto, introduciendo al mismo tiempo, elementos decorativos de estilo neoclásico. Estas naves laterales tienen en su cubierta, tres cupulines de planta circular y bóveda esférica que sobresalen exteriormente. Además cuenta con seis vitrales y dos puertas que unen con el Patio de los Naranjos del Colegio de Inmaculada Concepción.
Al introducirse los cambios en la liturgia, acordadas por el Concilio Vaticano II, se colocó piso de mosaicos calcáreos y un escalón de madera en donde estaría el comulgatorio, salvando el desnivel. Además se retiró del retablo la mesa del altar mayor, centrándolo para la celebración de la misa de cara a los fieles. Este retablo, hecho en la antigua reducción de Loreto -al igual que el púlpito- aloja en su centro el milagroso cuadro de la Virgen de los Milagros pintado en el año 1634.
En el interior del templo se encuentra el sepulcro con el cuerpo incorrupto del Siervo de Dios Hermano José Marcos Figueroa.

### Órgano Cavaillé-Coll

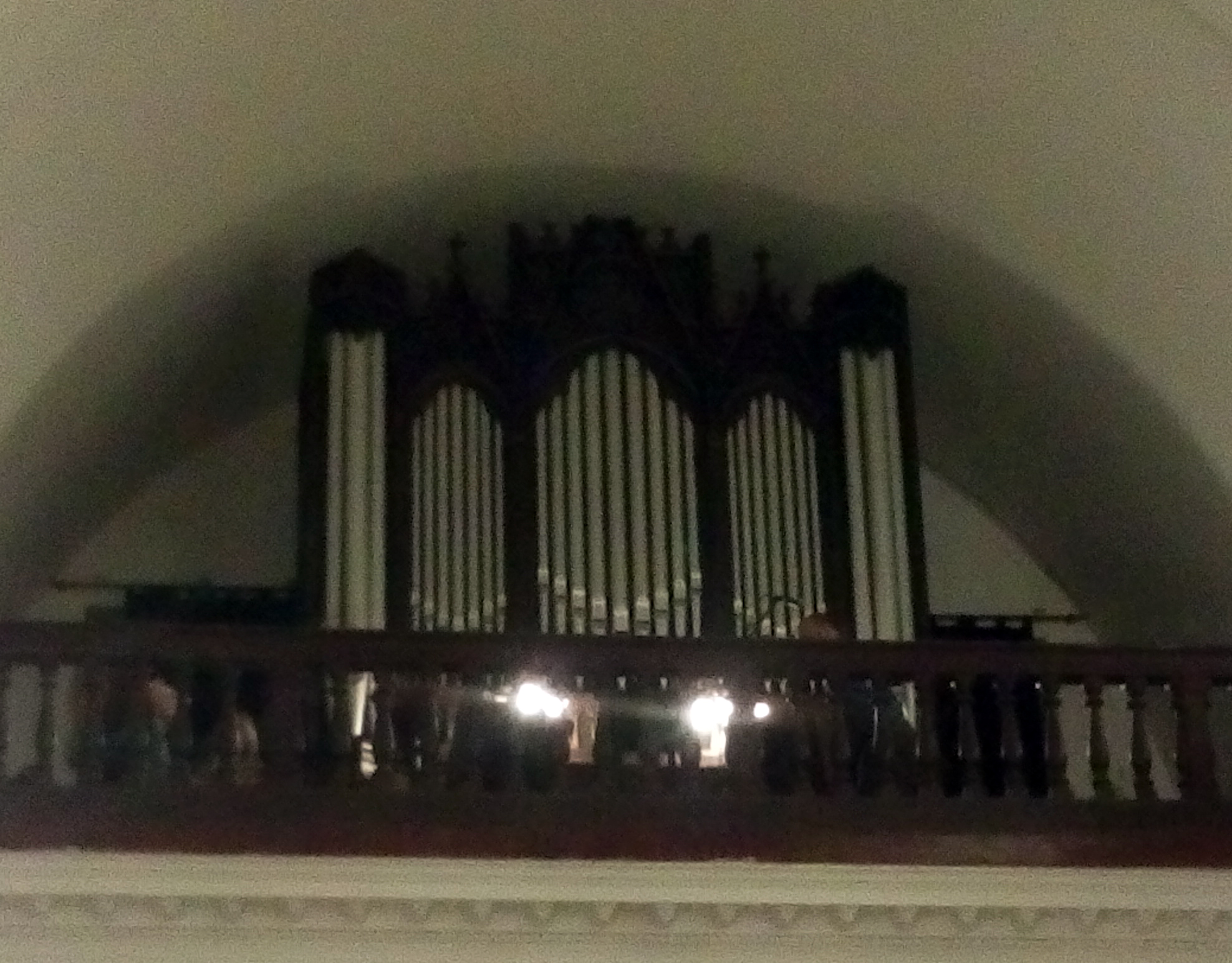
El órgano Cavaillé-Coll en el Santuario.

Alrededor de veinte órganos Cavaillé-Coll fueron traídos a la Argentina, la mayoría a Buenos Aires y la provincia, pero de todos ellos, este es el único que es considerado fabricado por el propio Aristide Cavaillé-Coll, y no su sucesor Charles Mutin, y se encuentra en este santuario. Este fue fabricado en 1886 y corresponde al Ópus 589 de la fábrica de Cavaillé-Coll. Inicialmente fue instalado en la también jesuítica Iglesia del Salvador en Buenos Aires, pero en 1909 fue trasladado a su ubicación actual. Del mismo estilo solo se encuentran otros dos órganos en el mundo, uno esta en Brasil y el otro en Francia. El mecanismo original nunca fue modificado, aunque si ciertos tubos fueron reemplazados, por razones desconocidas, en 1982 por Sergio Silvestri Budelli. El sistema del compresor de aire es accionado actualmente por un potente motor eléctrico. 
Este órgano tiene dos teclados manuales de 56 notas Do1 a Sol5, un teclado de pedal de 32 notas Do1 a Sol3. y consta de 1512 tubos de diferente material. Los registros de cada uno son los siguientes:
|                        | Manual I: Grand Orgue                                                                    | Manual II: Récit | Pedal                                                 |
| ---------------------- | ---------------------------------------------------------------------------------------- | --- | ----------------------------------------------------- |
| Disposición            | - Bourdon 16' - Montre 8' - Salicional 8' - Flûte harmonique 8' - Prestant 4' - Sonnette | - Viole de gambe 8' - Voix céleste 8' - Cor de nuit 8' - Trompette 8' - Voice humana 8' - Basson-Hautbois 8' - Tacet | - Saubasse 16' - Basse 8' - Trompette 8' - Clairon 4' |
| Dispositivos Mecánicos | - II a I                                                                                 | - Llamada de lengüetas a II - Anulador de lengüetas a II - Expresión a II                                            | - I a Ped - II a Ped - Trémolo                        |

1. ↑  No es un registro original, al ser tubos Locatelli (italianos) en reemplazo del registro original Clairon 4', cuyos tubos tuvieron destino desconocido.
2. ↑  Los tubos de este registro no existen, por lo cual al accionar este tirador se activan los tubos del Basson-Hautbois 8' del segundo manual.

## Imaginería
Galería de los retablos, cuadros y demás objetos que pertenecen al interior del santuario:
| |
| Retablo mayor. En la parte inferior, San Ignacio de Loyola (izq.) y San Francisco Javier (der.). En la parte superior, San Pedro Claver S.J. (izq.), San Francisco de Borja S.J. (centro), y San Estanislao Kostka (der.). En el centro inferior, la pintura de Nuestra Señora de los Milagros. |

| |
| Retablo al norte del central con las imágenes de San Claudio de la Colombière S.J. (izq.), el Sagrado Corazón de Jesús (centro) y Santa Margarita María Alacoque (der.). |

|                                                                      |
| Retablo al sur del central con una pintura de Santa Teresa de Jesús. |

| |
| Retablo en la nave izquierda con las imágenes de San Joaquín (izq.), San José (centro) y Santa Ana y María Niña (der.). |

|                                                    |
| En la nave izquierda, representación del Calvario. |

|                                               |
| En la nave izquierda, Cristo de la Paciencia. |

|                                                  |
| En la nave izquierda, Cristo Atado a la Columna. |

| |
| En la nave derecha, imágenes de San Luis Gonzaga S.J. (izq.), San Roberto Belarmino S.J. (centro) y San Juan Berchmans S.J. (der.), debajo, San Estanislao Kostka S.J.. |

| |
| En la nave izquierda, pintura de los Santos Mártires Rioplatenses: San Roque González de Santa Cruz S.J. (con una reliquia de su corazón), San Alfonso Rodríguez Olmedo S.J. y San Juan del Castillo S.J.. |

|                                          |
| Púlpito hecho en la reducción de Loreto. |

|                                                                     |
| Óleo "La escena del Sudor Milagroso", obra de Juan Cingolani, 1919. |

|                                                                    |
| Cuadro de la Coronación de la Imagen en la Casa de Gobierno, 1936. |

|                                                                                              |
| Lugar donde esta enterrado el cuerpo incorrupto del Siervo de Dios José Marcos Figueroa S.J. |